# Candamo
Candamo (tiếng Asturias: Candamu) là một đô thị trong cộng đồng tự trị của Công quốc Asturias, Tây Ban Nha.

## Nhân khẩu
|                                                                        |
| by: Instituto Nacional de Estadística de España - grafic for Wikipedia |